# 弥生町 (所沢市)
弥生町（やよいちょう）は、埼玉県所沢市の町名。 単独町名で丁目の設定は無い。郵便番号は359-0043。

## 地理
所沢市内の中央北部、新所沢東地区に所属する。
西武新宿線･新所沢駅-航空公園駅間の線路の北東側に位置し、隣接する地区は、北西で松葉町、北で美原町、東で並木、南で喜多町、南西で泉町、西で緑町と接する。地区内は商店などは少なく、概ね住宅街となっている。

### 地価
住宅地の地価は、2015年（平成27年）1月1日の公示地価によれば、弥生町1755番69の地点で22万7000円/m2となっている。

## 歴史

### 沿革
- 1973年（昭和48年）5月1日 - 町名変更の実施により、大字上新井の東部が美原町・泉町・弥生町となる[6]。
- 2000年（平成12年）11月6日 - 町境西端（新所沢駅側の）踏切が立体交差化し、「新所沢跨道橋」として開通。

## 交通

### 鉄道
最寄駅は、西武新宿線新所沢駅（南部からは航空公園駅）。

## 世帯数と人口
2024年（平成29年）12月31日現在の世帯数と人口は以下の通りである。
| 町丁   | 世帯数    | 人口    |
| ------ | --------- | ------- |
| 弥生町 | 1,210世帯 | 2,409人 |

### 道路
一般道･交差点名
- 市道「公園通り線」
  - 「国立リハビリ入口」信号交差点
- 市道「上新井富岡線」
  - 「新所沢跨道橋」、弥生町歩道橋交差点

バス
- 地内のバス停は「弥生町」（市内循環ところバス北路線）

## 施設
寺社
- 長青寺 - 曹洞宗の寺院

公園・緑地
- 弥生公園
- 弥生南公園
- 弥生町緑地

## 小・中学校の学区
市立小・中学校に通う場合の学区（校区）は以下の通り。
| 町丁   | 番・番地 | 小学校                     | 中学校                     |
| ------ | -------- | -------------------------- | -------------------------- |
| 弥生町 | 全域     | 所沢市立美原小学校（並木） | 所沢市立美原中学校（並木） |